# 玉泉校区曹光彪楼
玉泉校区曹光彪楼，即曹光彪高科技大楼，是位于浙江大学玉泉校区的一幢大楼。大楼建筑面积为1.4178万平米。由浙江大学建筑设计研究院设计，金华一建负责施工。1999年1月1日开工，2000年6月1日完工。曾获得杭州市优秀建筑工程西湖杯荣誉。
大楼是由香港纺织企业家曹光彪捐资兴建的，坐落在玉泉校内一条南北轴线的南端，它是玉泉校区单体最大的建筑和标志性建筑。目前所在院系为计算机学院和材料学院。